# მ
Mani (asomtavruli Ⴋ, nuskhuri ⴋ, mkhedruli მ) es la decimotercera letra del alfabeto georgiano.
En el sistema de numeración georgiano tiene un valor de 40.
Mani representa comúnmente la bilabial nasal consonante /m/ como la pronunciación de m en "moro".

## Letra
| asomtavruli | nuskhuri | mkhedruli |
| ----------- | -------- | --------- |
|             |          |           |

## Codificación digital
| asomtavruli | nuskhuri | mkhedruli |
| ----------- | -------- | --------- |
| U + 10AB    | U + 2D0B | U + 10DB  |

## Braille
| mkhedruli |
| --------- |
|           |